# Jerry Lee Lewis
Jerry Lee Lewis (29. září 1935 Ferriday, Louisiana – 28. října 2022 DeSoto County, Mississippi) byl americký rock’n’rollový a country zpěvák, skladatel a pianista. Byl jedním z průkopníků rock’n’rollu a za své hudební zásluhy byl také v roce 1986 uveden do Rock and Rollové síně slávy. Hudební časopis Rolling Stone zařadil jeho desku All Killer, No Filler: The Anthology na 242. místo ve svém žebříčku 500 nejlepších alb všech dob.
Lewis je označován za zakladatele tzv. piano rocku, a to nejen díky zvuku, ale hlavně svou dynamickou hrou. Někdy během svých vystoupení odkopl stoličku, na které seděl, a hrál ve stoje. Prsty nechal dopadat z velké výšky, což vytvářelo dramatický akcent. Občas hrál dokonce nohama nebo si na klavír rovnou sedl. Jeho styl si přisvojili například Elton John nebo Billy Joel.

## Životopis
Narodil se v chudé rodině v městečku Ferriday ve státě Louisiana. Na klavír začal hrát už v dětství se svými dvěma bratranci. Byl ovlivněný rhythm and blues, boogie-woogie, gospelem a country hudbou a brzy si vyvinul svůj vlastní unikátní styl hraní. Později ho jeho matka zapsala na křesťanskou školu v Texasu. Na jednom školním vystoupení ale zahrál gospel My God Is Real ve stylu boogie woogie, čímž si vysloužil vyhození ze školy.
Dále si přivydělával jako pianista a z jeho hudby se tak postupně vytrácel křesťanský podtext. V roce 1954 nahrál svoje první demo. O rok později se přestěhoval do města Nashville, kde hrál bez většího úspěchu po místních barech. Dokonce mu prý tamní hudební manažeři radili, aby začal raději hrát na kytaru.
Odhodlaný pokračovat v hraní, přesunul se Lewis v roce 1956 do Memphisu, kde našel producenta Sama Phillipse. Ten byl známý tím, že objevil Elvise Presleyho, Carla Perkinse a Johnnyho Cashe. Phillips zrovna hledal náhradu za Elvise Presleyho, kterého přenechal společnosti RCA Records. Lewis pro něj nahrál několik skladeb, včetně svého největšího hitu Great Balls Of Fire. V té době uváděli Lewise jako: „Jerry Lee Lewis a jeho pumping piáno”.

## Odrazy v kultuře
- Great Balls of Fire! – jeho životopisný film, hrál ho zde Dennis Quaid.
- Walk the Line – životopisný snímek Johnnyho Cashe, hrál ho zde Waylon Payne.